# Joaquín Pereyra Faggiano
Joaquín Mauricio Pereyra Faggiano (Montevideo, Uruguay, 5 de septiembre de 1994) es un jugador de fútbol uruguayo que juega como mediocampista y actualmente milita en Santiago Wanderers de la Primera B de Chile.

## Trayectoria
Como futbolista juvenil, Pereyra estuvo en el Atlético Florida y en el Liverpool de Montevideo. Inició su carrera profesional en el modesto Miramar Misiones y posteriormente, fichó por el Sud América de la Primera División Uruguaya, en la temporada 2017. Luego de que Sud América descendiera a la Segunda División, Pereyra formó parte del plantel, que regresó a la máxima categoría en la temporada 2020.
En el segundo semestre de 2021, Pereyra se mudó al extranjero, específicamente a Chile y firmó con el Santiago Wanderers de la Primera División de Chile, equipo con el cual descendió a la Primera B de Chile, a finales de ese año. Posteriormente, Pereyra renovó su contrato para la temporada 2024 y todavía con el equipo, en la segunda categoría del fútbol chileno, donde ya es capitan del equipo.

## Estadísticas

### Clubes
| Club                       | Div.          | Temporada     | Liga  | Liga  | Liga   | Copas nacionales | Copas nacionales | Copas nacionales | Torneos internacionales | Torneos internacionales | Torneos internacionales | Total | Total | Total  |
| Club                       | Div.          | Temporada     | Part. | Goles | Asist. | Part.            | Goles            | Asist.           | Part.                   | Goles                   | Asist.                  | Part. | Goles | Asist. |
| -------------------------- | ------------- | ------------- | ----- | ----- | ------ | ---------------- | ---------------- | ---------------- | ----------------------- | ----------------------- | ----------------------- | ----- | ----- | ------ |
| Miramar Misiones · Uruguay | 2ª            | 2015          | 9     | 0     | 0      | —                | —                | —                | —                       | —                       | —                       | 9     | 0     | 0      |
| Miramar Misiones · Uruguay | 2ª            | 2016          | 11    | 0     | 0      | —                | —                | —                | —                       | —                       | —                       | 11    | 0     | 0      |
| Miramar Misiones · Uruguay | 2ª            | 2017          | 12    | 0     | 0      | —                | —                | —                | —                       | —                       | —                       | 12    | 0     | 0      |
| Miramar Misiones · Uruguay | Total club    | Total club    | 32    | 0     | 0      | 0                | 0                | 0                | 0                       | 0                       | 0                       | 32    | 0     | 0      |
| Sud América · Uruguay      | 1ª            | 2017          | 29    | 1     | 0      | —                | —                | —                | —                       | —                       | —                       | 29    | 1     | 0      |
| Sud América · Uruguay      | 2ª            | 2018          | 21    | 2     | 1      | —                | —                | —                | —                       | —                       | —                       | 21    | 2     | 1      |
| Sud América · Uruguay      | 2ª            | 2019          | 21    | 0     | 0      | —                | —                | —                | —                       | —                       | —                       | 21    | 0     | 0      |
| Sud América · Uruguay      | 2ª            | 2020          | 25    | 0     | 2      | —                | —                | —                | —                       | —                       | —                       | 25    | 0     | 2      |
| Sud América · Uruguay      | 1ª            | 2021          | 14    | 0     | 0      | —                | —                | —                | —                       | —                       | —                       | 14    | 0     | 0      |
| Sud América · Uruguay      | Total club    | Total club    | 110   | 3     | 3      | 0                | 0                | 0                | 0                       | 0                       | 0                       | 110   | 3     | 3      |
| Santiago Wanderers · Chile | 1ª            | 2021          | 9     | 0     | 0      | —                | —                | —                | —                       | —                       | —                       | 9     | 0     | 0      |
| Santiago Wanderers · Chile | 2ª            | 2022          | 26    | 0     | 1      | 2                | 0                | 0                | —                       | —                       | —                       | 28    | 0     | 1      |
| Santiago Wanderers · Chile | 2ª            | 2023          | 34    | 3     | 4      | 2                | 1                | 1                | —                       | —                       | —                       | 36    | 4     | 5      |
| Santiago Wanderers · Chile | 2ª            | 2024          | 28    | 1     | 1      | 6                | 1                | 0                | —                       | —                       | —                       | 34    | 2     | 1      |
| Santiago Wanderers · Chile | 2ª            | 2025          | 21    | 0     | 3      | 9                | 3                | 1                | —                       | —                       | —                       | 30    | 3     | 4      |
| Santiago Wanderers · Chile | Total club    | Total club    | 118   | 4     | 9      | 19               | 5                | 2                | 0                       | 0                       | 0                       | 137   | 9     | 11     |
| Total carrera              | Total carrera | Total carrera | 260   | 7     | 12     | 19               | 5                | 2                | 0                       | 0                       | 0                       | 279   | 12    | 14     |
| 1. 2.                      |               |               |       |       |        |                  |                  |                  |                         |                         |                         |       |       |        |